# Залужанка (ансамбль)
Народний аматорський фольклорний ансамбль "Залужанка" створений 28 серпня 1989 року у селі Залужжя Яворівського району Львівської області. За сумлінну працю та високий професіоналізм нагороджено почесною грамотою 9 листопада 2016 року.

## Історія
Народний аматорський фольклорний ансамбль "Залужанка" створений 28 серпня 1989 року у селі Залужжя Яворівського району Львівської області. У 1990 отримав назву народного. Від початку створення колектив побував із своїми концертами у різних регіонах України та в республіці Польща. У 1990 році ансамбль розпочав свої гамтролі по Україні:
-м.Новоград-Волинський Міжнародний фестиваль «Лесині джерела».
-м.Київ - виступ у музеї під відкритим небом селище Пирогово та участь у зведеному концерті на площі Хрещатик.
-Концерти на підтримку референдуму про державний сувернітет в селах та районних центрах Валки та Богодухів Харківської області.
-Відкриття символічних могил, зокрема в с.Белилуя Івано-Франківській області.
-Участь у зведеному концерті звіту Львівщини в палаці «Україна» м. Київ.
-Участь у зведеному концерті Яворівщини до 10-річниці Дня незалежності м.Львів обласна філармонія ім.С.Людкевича.
-м. Рівне Міжнародний фестиваль «Древлянські джерела».
-м. Івано-Франківськ, Міжнародний фольклорний фестиваль. 
-м.Турка, «Світові бойківські фестини».
-м. Радимно республка Польща, Фольклорний фестиваль.
- м.Ярослав республіка Польща.
-Участь у зведеному концерті до 85-ї річниці ЗУНР м. Львів, оперний театр.
-Участь у телепередачах: «Перлини душі народної», «Сонячні кларнети», телепрограма «Міст».
- У 2008 році ансамбль взяв участь у телепроєкті "Фольк-music".
-26 серпня 2019 року брав участь у святі "Обжинок" у республіці Польща.

## Творча характеристика керівника
Художній керівник аматорського фольклорного ансамблю "Залужанка" Петришин Галина Іванівна, завідувач Народного Дому села Залужжя.

## Склад
Склад ансамблю: Павловський Богдан Володимирович - баян ,Петришин Галина Іванівна - солістка, Міл'янець Марія Андріївна - вокал, Вахула Оксана Антонівна - вокал, Марків Марія Михайлівна - вокал, Пісоцька Світлана Михайлівна - вокал, Мариняк Ганна Герасимівна - вокал, Мариняк Василь Михайлович - вокал, Женчук Ольга Василівна - вокал, Кодлубай Марія Михайлівна - вокал,Тістечок Марія Василівна - вокал, Федик Марія Іванівна -вокал, Женчур Павло Лук'янович - бубніст, Цигольник Ігор - скрипка,Дацко Юрій - скрипка.

## Нагороди
За сумлінну працю та високий професіоналізм нагороджено почесною грамотою Яворівської райдержадміністрації 9 листопада 2016 року.